# Minucia (cràter)
Minucia és un cràter amb coordenades planetocèntriques de 22.43 ° de latitud nord i 359.97 ° de longitud est, sobre la superfície de l'asteroide del cinturó principal (4) Vesta. Fa 23.15 km de diàmetre. El nom adoptat com a oficial per la UAI el 27 de desembre de 2011. fa referència a una verge vestal romana.